# 北村想
北村 想（きたむら そう、1952年7月5日 - ）は、日本の劇作家・演出家。本名：北村 清司（きたむら きよし）。

## 来歴
滋賀県大津市出身。滋賀県立石山高等学校卒業。
高校卒業後、友人を頼って名古屋に住み始め、モグリの学生をやっていた中京大学の演劇部にて演劇活動を始める。
1979年、劇団「TPO師★団」を旗揚げ。その後、1982年に「彗星 '86」、1986年に「プロジェクト・ナビ」と名前を変えながら劇団として活動を続けてきたが、2003年に解散。現在では「avecビーズ」というユニットにおいて年に1作のペースで新作を上演するほか、外部への作品提供も多い。
1980年代初頭から、終末的かつ幻想的なその作風が注目され、現在までに様々な作品を発表している。
1979年の『寿歌』を含む書籍『不・思・議・想・時・記』を、「名古屋プレイガイドジャーナル社」から半自費出版で刊行し、岸田國士戯曲賞候補となり、注目される。1984年には、『十一人の少年』で第28回岸田國士戯曲賞受賞。そのほかにも、1990年には『雪をわたって…第二稿・月の明るさ』を作・演出したことで、第24回紀伊國屋演劇賞個人賞を受賞している。
ほか、代表作として『想稿・銀河鉄道の夜』『悪魔のいるクリスマス』などがあり、これらは日本の小劇場演劇の新たな形を作っていった作品として知られている。
1996年より、兵庫県伊丹市のアイホール（伊丹市立演劇ホール）にて、戯曲講座「伊丹想流私塾（いたみ・そりゅうしじゅく）」の〈塾長〉として、後進の指導、育成に努める。
2006年4月に、しが県民芸術創造館の館長に就任。県内の小学生から大学生のうちからキャストを公募した県民創作ミュージカル『フロタキコ』の総合監修・脚本を担当し、成功を収める。
2007年11月27日記者会見をし、3年間務める予定であった館長を、任期途中で退任する意向を明らかにした。これは館内の会議の席で、職員から「フロタキコも北村氏も必要ない」という発言がなされ、それに対して同館を管理する滋賀県文化振興事業団の理事長に説明を求めたところ返答が得られないためとしている。これに対して事業団は反論しているが、退任を受け入れる方針だという。
2008年、小説『怪人二十面相・伝』が『K-20 怪人二十面相・伝』として映画化される。
2014年、『グッドバイ』で第17回鶴屋南北戯曲賞受賞。
2020年、「名古屋を拠点に現代演劇の最前線を切り開き、演劇文化を広めたこと」が評価され、第73回中日文化賞を受賞。

## 出演

### ラジオ
- 星空ワイド 今夜もシャララ（CBCラジオ）
- 小堀勝啓のわ!Wide とにかく今夜がパラダイス（CBCラジオ）

### テレビ
- 北村想の救急万想考（中京テレビ）

### 映画
- 『トキワ荘の青春』（監督・市川準）（カルチュア・パブリッシャーズ）手塚治虫・役
- 『天使の卵』（監督・冨樫森）（松竹）

## 主な著書

### 戯曲集
- 『北村想の劇襲』（而立書房） 1982年
- 『続 / 北村想の劇襲』（而立書房） 1982年
- 『碧い彗星の一夜 / 月夜とオルガン』（北宋社） 1982年
- 『十一人の少年』（白水社） 1983年
- 『機械仕掛けの林檎』（新水社） 1983年
- 『ザ・シェルター / 悪魔のいるクリスマス』（白水社） 1984年
- 『私の青空!』（而立書房） 1984年
- 『ODE TO JOY』（而立書房） 1984年
- 『北村想★想宇宙』（プレイガイドジャーナル社） 1985年
- 『寿歌西へ / FAIRY TALE』（白水社） 1985年
- 『想稿・銀河鉄道の夜』（而立書房） 1986年
- 『DUCK SOAP』（北宋社） 1987年
- 『DUCK SOAP2』（北宋社） 1988年
- 『虎・ハリマオ』（白水社） 1988年
- 『PICK POCKET』（白水社） 1989年
- 『屋上のひと / エリゼのために』 （白水社） 1990年
- 『戯曲 猟奇王』（白水社） 1990年
- 『藤子・F・不二雄のSukoshi Fushigiものがたり』（小学館） 1990年
- 『けんじのじけん』（北宋社） 1992年
- 『PICK POCKET2』（北宋社） 1992年
- 『いっぽんのキ』（北宋社） 1998年

### 小説
- 『オウジ』（北宋社） 1983年
- 『怪人二十面相・伝』（新潮社） 1988年、のち小学館文庫 2008年
- 『ケンジ - あの日あの人は歌っていた』（角川書店） 1990年
- 『怪人二十面相・伝 青銅の魔人』（新潮社） 1991年、のち小学館文庫 2008年
- 『ぶらい、舞子』（小峰書店） 2008年

### 少年少女小説など
- 『〈シ〉についての冒険』（あかね書房） 1994年
- 『少女探偵夜明 黒の女王との戦い』（あかね書房） 1996年
- 『アルミちゃん』（小峰書店） 1997年
- 『むらさき先生のふしぎなスカート』（あかね書房） 1998年
- 『少女探偵夜明 魔少年〔χ〕』（小峰書店） 1999年
- 『少女探偵夜明 薔薇姫』（小峰書店） 2002年
- 『まっくろけ』（小峰書店） 2004年

### エッセイ、その他
- 『北村想大全・刺激』（而立書房） 1983年
- 『不思議想時記』（北宋社） 1983年
- 『空想と科学』（白水社） 1987年
- 『シンプルるん』（PHP研究所） 1990年
- 『高校生のための実践劇作入門』（白水社）　2000年
- 『高校生のための実践劇作入門 Part2』（白水社） 2001年

## 戯曲（掲載誌別）

### せりふの時代（小学館）
- 「マリィヴォロン」（1997年春号 vol.3）
- 「処女水」（2001年秋号 vol.21）
- 「青いインクとトランクと」（2003年春号 vol.27）
- 「あの山～我が夏は永久にめぐりぬパティオにて」（2004年冬号 vol.34）
- 「もろびとこぞりて ver2.3」（2005年冬号 vol.38）
- 「Goin' Home ～遠まわりして帰ろ～」（2006年秋号 vol.41）
- 「葬儀委員長もまた死す」（2009年夏号 vol.52）

### 新劇（しんげき）（白水社）
- 「怪談・銀の骨鞄」（1976年7月号 No.279）
- 「碧い彗星の一夜」（1981年11月号 No.343)
- 「THE SHELTER」（1982年9月号 No.353)
- 「星月夜物語」（1983年11月号 No.367)
- 「私の青空」（1984年3月号 No.371)
- 「寿歌 西へ」（1985年6月号 No.386)
- 「霧の中の少女」（1985年増刊号 No.393）
- 「雪をわたって…… - 私たちはあの日森へいってみた -」（1988年3月号 No.420)
- 「サンタクロースさんいらっしゃい」（1988年10月号 No.427)
- 「PICTURE BOOK」（1989年増刊号 No.440）
- 「エリゼのために」（1990年1月号 No.443）
- 「PICTURE BOOKS II」（1990年4月号 No.446）
- 「砂と星のあいだに」（1990年10月号 No.452）
- 「新・碧い彗星の一夜」（1991年4月号 No.458）
- 「私はミチル Her Reasons」（1991年5月号 No.459）
- 「こんな宿屋」（1991年9月号 No.464）
- 「草枕」(2015年7月号)

### テアトロ（カモミール社）
- 「けんじの大じけん」（1995年11月号 No.635）
- 「新・十一人の少年」（1996年11月号 No.648）